# Damernas 1 500 meter frisim vid världsmästerskapen i kortbanesimning 2024
Damernas 1 500 meter frisim vid världsmästerskapen i kortbanesimning 2024 avgjordes den 13 december 2024 i Donau Arena i Budapest i Ungern.
Guldet togs av tyska Isabel Gose efter ett lopp på 15 minuter och 24,69 sekunder. Silvret togs av italienska Simona Quadarella och bronset togs av amerikanska Jillian Cox.

## Rekord
Inför tävlingens start fanns följande världs- och mästerskapsrekord:
|                   | Namn           | Nation     | Tid      | Ort                   | Datum            |
| ----------------- | -------------- | ---------- | -------- | --------------------- | ---------------- |
| Världsrekord      | Katie Ledecky  | USA        | 15.08,24 | Toronto, Kanada       | 29 oktober 2022  |
| Mästerskapsrekord | Lani Pallister | Australien | 15.21,43 | Melbourne, Australien | 16 december 2022 |

## Resultat
De långsammare heaten startade klockan 10:57 och det snabbare heatet startade klockan 19:07.
| Placering | Heat | Bana | Namn                       | Nationalitet       | Tid      | Noteringar |
| --------- | ---- | ---- | -------------------------- | ------------------ | -------- | ---------- |
| 1         | 3    | 3    | Isabel Gose                | Tyskland           | 15.24,69 |            |
| 2         | 3    | 5    | Simona Quadarella          | Italien            | 15.30,14 |            |
| 3         | 2    | 7    | Jillian Cox                | USA                | 15.41,29 |            |
| 4         | 3    | 4    | Anastasija Kirpitjnikova   | Frankrike          | 15.43,33 |            |
| 5         | 3    | 1    | Tiana Kritzinger           | Australien         | 15.44,44 |            |
| 6         | 2    | 5    | Moesha Johnson             | Australien         | 15.45,07 |            |
| 7         | 3    | 2    | Amelie Blocksidge          | Storbritannien     | 15.47,28 |            |
| 8         | 3    | 8    | Beatriz Dizotti            | Brasilien          | 15.49,09 |            |
| 9         | 2    | 0    | Gan Ching Hwee             | Singapore          | 15.50,37 |            |
| 10        | 3    | 7    | Ajna Késely                | Ungern             | 15.52,96 |            |
| 11        | 2    | 8    | Kate Hurst                 | USA                | 15.55,11 |            |
| 12        | 3    | 6    | Ksenija Misjarina          | Neutral Athletes B | 15.55,80 |            |
| 13        | 2    | 1    | Eve Thomas                 | Nya Zeeland        | 15.56,27 |            |
| 14        | 2    | 6    | Letícia Fassina Romão      | Brasilien          | 15.59,08 |            |
| 15        | 1    | 6    | Artemis Vasilaki           | Grekland           | 16.01,96 |            |
| 16        | 2    | 2    | Viktória Mihályvári-Farkas | Ungern             | 16.03,59 |            |
| 17        | 1    | 5    | Emma Finlin                | Kanada             | 16.03,98 |            |
| 18        | 2    | 3    | Wu Ruoxin                  | Kina               | 16.07,99 |            |
| 19        | 1    | 2    | Stephanie Houtman          | Sydafrika          | 16.09,12 | 0AR0       |
| 20        | 1    | 4    | Chen Yijing                | Kina               | 16.14,87 |            |
| 21        | 1    | 1    | Sasha Gatt                 | Malta              | 16.32,58 |            |
| 22        | 1    | 3    | Ada Hakkarainen            | Finland            | 16.33,85 |            |
| 23        | 2    | 9    | Delfina Dini               | Argentina          | 16.35,19 |            |
| 24        | 1    | 7    | Kim Chae-yun               | Sydkorea           | 16.43,48 |            |
|           | 2    | 4    | Deniz Ertan                | Turkiet            | 0DNS0    | 0DNS0      |